# Jean-Baptiste Pezon
Jean-Baptiste Pezon (ur. 1827 w Rimeize, zm. 13 listopada 1897 w Paryżu) – francuski artysta cyrkowy, pogromca dzikich zwierząt, założyciel "dynastii Pezon", zajmującej się od pokoleń tresurą zwierząt cyrkowych.

## Życiorys
Był jednym z pięciu synów handlarza Jeana-Baptiste Pezona (1800-1849) i Catherine Cornut. Dzieciństwo spędził w Lozère, gdzie pracował jako parobek w gospodarstwie rolnym. Wykazywał się szczególnym talentem do ujarzmiania i tresury dzikich zwierząt. Mając 17 lat wyjechał do Paryża. Tam też w 1848 zakupił pierwszego lwa, z którym występował publicznie. Z czasem zgromadził grupę lwów. W czasie tresury unikał metod opartych o przemoc wobec zwierząt. Był prawdopodobnie jednym z pierwszych treserów, który w czasie pokazów publicznych wkładał głowę w paszczę lwa o imieniu Brutus. Ten sam lew posłużył Auguste Bartholdiemu jako model do wykonania rzeźby Lwa z Belfortu upamiętniającej 103-dniowe oblężenie Belfortu przez Prusaków (1870-1871). Pezon należał też do nielicznych treserów niedźwiedzi, którzy w XIX w. prezentowali na scenie "zapasy" ze zwierzęciem.
6 lutego 1855 poślubił Hortense Muret, miał dwie córki i syna Adriena, który kontynuował tradycje rodzinne, występując jako pogromca zwierząt.
Zmarł na atak serca. Pochowany na cmentarzu Père-Lachaise w Paryżu.